# Lacoochee
Lacoochee és una concentració de població designada pel cens dels Estats Units a l'estat de Florida. Segons el cens del 2000 tenia 1.345 habitants.

## Demografia
Segons el cens del 2000, Lacoochee tenia 1.345 habitants, 417 habitatges, i 321 famílies. La densitat de població era de 182,2 habitants/km².
Dels 417 habitatges en un 47,7% hi vivien nens de menys de 18 anys, en un 47% hi vivien parelles casades, en un 20,6% dones solteres, i en un 22,8% no eren unitats familiars. En el 19,4% dels habitatges hi vivien persones soles el 6,2% de les quals corresponia a persones de 65 anys o més que vivien soles. El nombre mitjà de persones vivint en cada habitatge era de 3,23 i el nombre mitjà de persones que vivien en cada família era de 3,66.
Per edats la població es repartia de la següent manera: un 40,1% tenia menys de 18 anys, un 9,8% entre 18 i 24, un 26,1% entre 25 i 44, un 15,8% de 45 a 60 i un 8,3% 65 anys o més.
L'edat mediana era de 25 anys. Per cada 100 dones de 18 o més anys hi havia 92,8 homes.
La renda mediana per habitatge era de 15.197 $ i la renda mediana per família de 16.553 $. Els homes tenien una renda mediana de 40.300 $ mentre que les dones 11.250 $. La renda per capita de la població era de 6.780 $. Entorn del 45,5% de les famílies i el 51,2% de la població estaven per davall del llindar de pobresa.

## Poblacions més properes
El següent diagrama mostra les poblacions més properes.